# Robert Spencer, al II-lea Conte de Sunderland
Robert Spencer, al II-lea Conte de Sunderland (n. Paris 5 septembrie 1641 - d. Althorp 28 septembrie 1702) a fost un militar, om de stat și diplomat englez. Din cauza sarcasmului și al temperamentului său și-a câștigat o reputație de avocat nemilos în timpul monarhiei absolutiste și și-a făcut numeroși dușmani. În 1688 a fost nevoit să fugă în străinătate, dar mai târziu a fost reabilitat și s-a întors în patrie. După standardele de la curte din timpul Restaurării, viața sa privată a fost în afara scandalulilor.

## Biografie
A fost fiul lui Henry Spencer, I conte de Sunderland și al soției acestuia Lady Dorothy Sidney. Tatăl său a murit în timpul Războiului Civil Englez, luptând pentru cauza regalistă, astfel la vârsta de trei ani a moștenit titlurile tatălui său, devenind baron Spencer Wormleighton și conte de Sunderland. A intrat în armata britanică și a avut rangul de căpitan, în Regimentul de cavalerie al prințului Rupert, nepotul regelui Carol I al Angliei. S-a căsătorit cu Anne Digby, fiica Lordului Bristol, în 10 iunie 1665 și  mai târziu, a fost trimis ca ambasador la Madrid, în perioada 1671-1672. Apoi a fost ambasador la Paris (1672-1673) și în Provinciile Unite (1673). Întors la Londra, a fost admis ca Gentleman of the Bedchamber, până în 1679. Apoi a făcut parte din Consiliul Privat al Angliei și în 1679 a devenit Secretar de Stat al Departamentului de Nord; în același timp a fost trimis ca ambasador extraordinar la Paris.

## Cariera sub Carol al II-lea și Iacob al II-lea

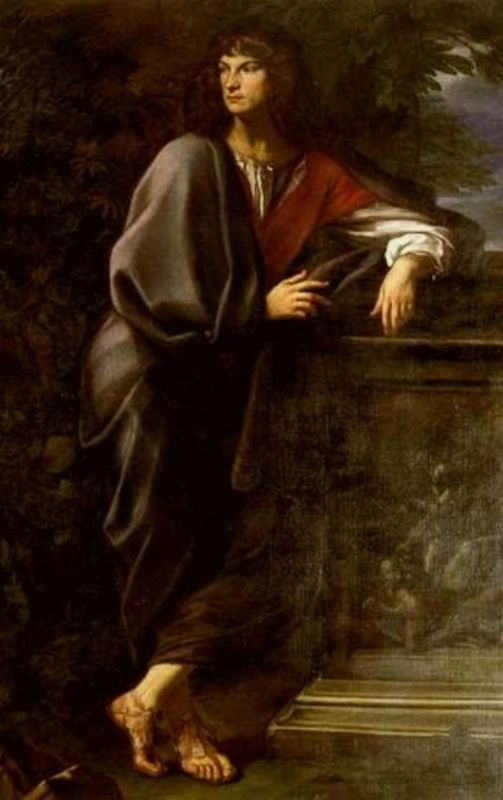
Robert Spencer, portret de Carlo Maratta

În 1681, a fost demis de către Carol al II-lea deoarece s-a opus la succesiunea la tron a Ducelui de York Iacob; Carol a fost revoltat de votul lui Sunderland pentru Excluzion Bill (Legea de excludere), pe care l-a descris ca fiind "sărutul lui Iuda". Doar intervenția amantei regelui, Louise de Kérouaille i-a permis să se întoarcă pe scene politică. Intermitent, între 1682-1688, Sunderland a fost Secretar de Stat al Departamentului de Sud, Lord Locotenent de Warwickshire și Lord Președinte al Consiliului. În 1687, sub domnia lui Iacob al II-lea, s-a convertit la catolicism și a devenit cavaler al Ordinului Jartierei. Chiar dacă s-a bucurat de încrederea lui Mary de Modena, curând a devenit incomod sub proaspătul monarh, Iacob al II-lea. A rămas zdruncinat de reacția ostilă din partea publicului, când a depus mărturie la procesul Celor șapte nemuritori. Când Sunderland i-a cerut lui Iacob să se despartă de amanta lui Catherine Sedley, Contesă de Dorchester, regele i-a răspuns că nu știa că Sunderland era confesorul lui și pe viitor să-și vadă de propriile afaceri. A fost demis sumar în 1688 cu cuvintele Ah, iertare...sper că îi veți fi mai credincios viitorului stăpân, decât ați fost cu mine.

## Cariera sub William al III-lea
Sunderland a fugit la Utrecht, în Olanda și i-a scris lui Sir John Churchill, I Conte de Marlborough, un proeminent om de stat englez, cerându-i să "facă lucrurile mai ușoare pentru un om în situația mea". În ciuda grosolăniei notorie și a temperamentului său, Sunderland a avut capacitatea de a-și face prietenii de durată, iar unii din prietenii săi, cum ar fi John Evelyn și Thomas Tenison, erau influenți în noul regim. Sora lui Dorothy Savile, vicontesă Halifax s-a căsătorit cu George Savile, I Marchiz Halifax, consilier a lui William al III-lea, și, deși el și Sunderland nu erau apropiați, Halifax s-a simțit obligat din solidaritate familială, să pledeze cauza lui Sunderland. Prin 1691 i s-a permis să se întoarcă în Anglia și destul de repede a început să participe la ședințele Camerei Comunelor. Apoi regele William al III-lea l-a vizitat la reședința sa din Althorp, Northamptonshire, pentru a discuta despre afacerile publice. Sunderland l-a sfătuit în selectarea miniștrilor și mai târziu a efectuat o reconciliere între William al III-lea și cumnata acestuia, Anne. A fost un consilier influent și l-a influențat pe William al III-lea să accepte numai Wighs (liberali) în guvernul său. William nu a fost tulburat de ultimii ani petrecuți în serviciul lui Iacob al II-lea de Sunderland, deoarece a înțeles că Sunderland era un om care nu ierta niciodată și l-a apreciat pentru sinceritatea sa și dorința de a exprima chiar adevăruri nedorite. Kenyon sugerează că grosolănia notorie a lui Sunderland l-a atras pe William, care detesta lingușirile și era el însuși deseori nepoliticos.
În timp ce viața sa privată a fost fără prihană, în iarna 1687-1688, Sunderland a fost implicat într-un scandal când soțul fiicei sale Elizabeth, Lord Clancarty, a fugit din Turnul Londrei. El a găsit-o pe Elizabeth, pe care nu o văzuse din 1684 și a convins-o să consume căsătoria. Din păcate servitorii l-au alertat pe fratele ei Charles, care l-a arestat pe Clancarty. Sunderland a fost jenat, dar se pare că regele a fost amuzat și mai târziu a permis cuplului să plece în Germania.
Sunderland s-a retras în cele din urmă din viața publică în decembrie 1697 și a trăit retras la Althorp, unde a murit în 1702. I-a succedat singurul fiu care i-a supraviețuit, Charles Spencer, al III-lea conte de Sunderland.

## Copii
Robert Spencer a fost căsătorit cu Anne Digby și a avut un mariaj fericit. În ciuda presupusei sale lipse de principii politice, Sunderland a fost un soț și un tată devotat. A avut cel puțin cinci copii:
- Robert Spencer (1666-1688)
- Anne Spencer (1667-1690), s-a căsătorit cu James Douglas, al IV-lea duce de Hamilton.
- Isabella Spencer (1668-1684)
- Elizabeth Spencer (1671-1704), s-a căsătorit cu Donough MacCarthy, al IV-lea conte de Clancarty
- Charles Spencer (1674-1722), a fost al III-lea conte de Sunderland.

Se consideră că cel puțin alți doi copii au murit tineri. 

## Onoruri
Membru al Royal Society
- Cavaler al Ordinului Jartierei

## Legături externe
- 1911 Encyclopaedia Britannica